# Mono (piosenka)
Mono – pierwszy solowy singel amerykańskiej piosenkarki Courtney Love wydany w lutym 2004, pochodzący z jej debiutanckiej płyty America’s Sweetheart. Utwór został napisany przez samą Courtney, Lindę Perry, Patty i Larry’ego Schemel.
Teledysk reżyserował Chris Milk. Obraz miał swoją premierę na kanałach takich jak: Fuse, VH1, Kerrang! i MTV2.

## Formaty i lista utworów singla
CD singel
1. "Mono" - 3:39
2. "Fly" - 2:56 (Love, Jerry Best, Perry, P.Schemel)

Maxi singel
1. "Mono" - 3:39
2. "Fly" - 2:56
3. "Mono" - 3:41 (alternatywna wersja)

7 (ograniczone wydanie winylowe)
1. "Mono" - 3:39
2. "Fly" - 2:56

Promo CD
1. "Mono" - 3:42 (clean version)
2. "Mono" - 3:40 (explicit version)

## Pozycje na listach
| Lista przebojów (2004) | Najwyższa pozycja |
| ---------------------- | ----------------- |
| Modern Rock Tracks     | 18                |
| UK Singles Chart       | 41                |